# 第2号钢琴协奏曲 (李斯特)
A大调第2号钢琴协奏曲，目錄第125號，是匈牙利作曲家李斯特·费伦茨创作的钢琴协奏曲之一。李斯特在1839年创作了初稿，之后十年没有改动，十年后经过四次的修改于1861年完成。此曲在1857年1月7日首演，由李斯特的学生布朗萨·冯·谢伦道夫担任钢琴独奏，李斯特本人指挥。

## 分析

### 配器
| - 木管乐器 - 短笛：1 （由第三长笛兼任） - 長笛：2 - 雙簧管：2 - A調單簧管：2 - 低音管：2 | - 铜管乐器 - E♭調圓號：2 - E♭調小號：2 - 長號：3 | - 定音鼓 - 鈸 |

### 结构
此曲由一个长乐章组成，乐章内有若干个段落，根据林德曼教授，本曲可再細分为五个部分。